# Josef Pavlica
Josef Pavlica (14. února 1851 Hroznová Lhota – 23. května 1906 Karlovy Vary) byl rakouský politik české národnosti z Moravy; poslanec Moravského zemského sněmu.

## Biografie
Pocházel z rodiny hospodáře v Hroznové Lhotě, kde navštěvoval českou národní školu, pak chodil na německou národní školu v dolnorakouském Lichtenwarthu. V roce 1871 nastoupil k c. k. polnímu dělostřelectvu a navštěvoval posádkovou školu v Lublani. V roce 1872 byl po smrti otce nucen armádu opustit a přešel do stavu záložníka. Věnoval se zemědělskému hospodaření. Od roku 1876 zastával funkci starosty rodné Hroznové Lhoty a předsedy místní školní rady. Ve funkci starosty setrval po dobu dvanácti let. Za jeho působení došlo v obci k výstavbě nové čtyřtřídní školské budovy. Obec mu udělila čestné občanství. Od roku 1877 byl též předsedou okresního silničního výboru, hodonínského hospodářského spolku a hospodářského spolku strážnického. Roku 1898 mu byl udělen Zlatý záslužný kříž s korunou. Podílel se na založení strážnického hospodářského spolku, akciového rolnického pivovaru a sladovny v Uherském Ostrohu. Měl zásluhu na převodu českého gymnázia v Uherském Hradišti pod státní financování.
V 80. letech se zapojil i do vysoké politiky. V zemských volbách v roce 1884 byl zvolen na Moravský zemský sněm, kde zastupoval kurii venkovských obcí, obvod Uherské Hradiště, Uherský Ostroh, Strážnice. Mandát zde obhájil i v zemských volbách v roce 1890, zemských volbách v roce 1896 a zemských volbách v roce 1902.
V roce 1884 je v některých dobových zdrojích označován za ústavověrného (tedy provídeňského a nikoliv českého národního) kandidáta a popisován jako umírněný a vzdělaný Slovan, který se po svém zvolení nepřipojí k sněmovnímu českému klubu. Porazil tehdy skutečně českého národního kandidáta Sojáka. Jenže po svém zvolení oznámil, že do klubu českých poslanců vstoupí. Podle historiografie ze 70. let 20. století byl Pavlica do voleb navržen Selským spolkem, který podporoval české státní právo, ovšem kritizoval přílišnou provládní tendenci Moravské národní strany (staročeské) a zastával tezi, že zájmy venkovského lidu mají na sněmu hájit především sami rolníci. Podobně se na sněm kromě Pavlici dostali i František Nosek a František Srbecký. Podle publikace z roku 1888 zastupuje na sněmu autonomistickou (tj. Národní, staročeskou) stranu. Ve volbách roku 1890 je uváděn jako staročech. Ve volbách roku 1896 byl kompromisním kandidátem Moravské národní strany (staročechů) a Lidové strany na Moravě (mladočechů) a podporu mu vyslovila i Katolická strana národní na Moravě. Ve volbách roku 1902 byl označován za českého kompromisního kandidáta, který porazil českého klerikálního soupeře Františka Chlebuse. Měl kandidovat i v zemských volbách v roce 1906, ale jeho politickou dráhu ukončila smrt.
Zemřel náhle na srdeční mrtvici v květnu 1906 v Karlových Varech, kde pobýval zhruba tři týdny v rámci léčby své jaterní choroby. Bylo mu 55 let.